# Bicicletas Kronan

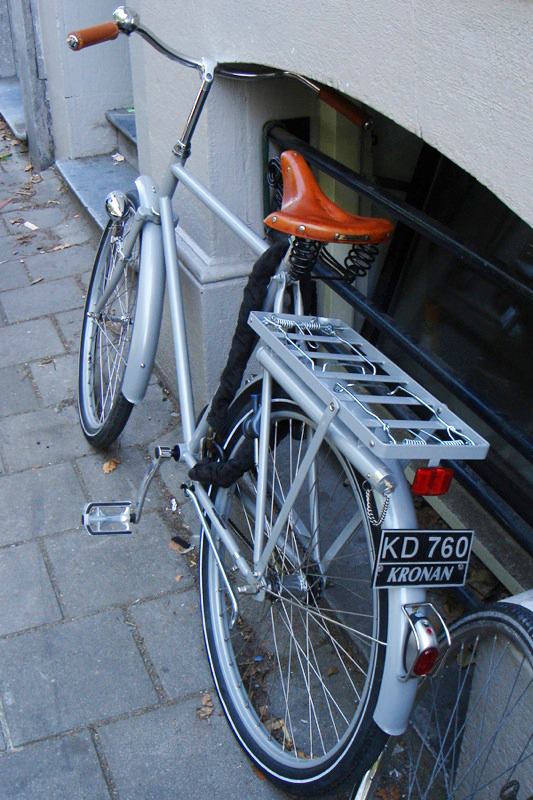
Kronan Cykel.

Las bicicletas Kronan («Kronan Cykel» en sueco) son bicicletas domésticas fabricadas en Suecia, se basan en un diseño de los años 40 del ejército sueco, conocidas popularmente como la bicicleta militar (sueco: militärcykel).

## Historia
La empresa escandinava conocida como «Kronan Trademarks Ab» fue fundada en junio de 1997 por tres ex-estudiantes universitarios, Johan Wahl Brooks y los hermanos Martin y Henrik Avander en la ciudad sueca de Upsala. Cuando era estudiante Johan Wahl Bäck vendió los excedentes de bicicletas del ejército militar sueco modelo m/42 que se ha utilizó en el ejército sueco durante más de un siglo. Después de haber liquidado cerca de 10 000 bicicletas, optó por desarrollar una copia, una réplica del «m/42». Así nació la Kronan.
Los ex-estudiantes decidieron comprar los diseños originales y crear su propia fábrica de bicicletas, y por ende, envían un diseño a un fabricante OEM de Taiwán. El resultado no fue bueno y tuvieron que enviar una bicicleta completa. En el primer prototipo se cometieron errores de novatada como por ejemplo no construir las piezas de características vulnerables en acero inoxidable. Estos detalles fueron posteriormente sustituidos por los clientes. Posterioriormente las bicicletas pasaron a ser pintadas y ensambladas en Suecia por la empresa Samhall de Malmö, y en la actualidad el montaje es en Polonia. Como la mayoría de los productos modernos, los componentes provienen de todas partes del mundo, con un considerable contenido de piezas de marcas europeas.
La bicicleta original del ejército sueco tiene las siguientes especificaciones; su peso es de 26 kg (57 libras), tiene una distancia entre ejes de alrededor de 117 cm (46"), utiliza neumáticos 26 x 1 ½" (también conocido como 650B o 584 mm) demi balón sobre llantas tipo Westwood de acero inoxidable de la marca Van Schothorst, que trabajan maravillosamente en los adoquines, utilizaban las válvulas Dunlop. Tiene una altura de cuadro de 55 cm (21,5 pulgadas) y un espacio de 120 mm entre el eje trasero.  El trail o la huella de la horquilla es de 9 cm (3 ½ pulgadas) de recorrido, que hace la bici más manejable a bajas velocidades.

## Características

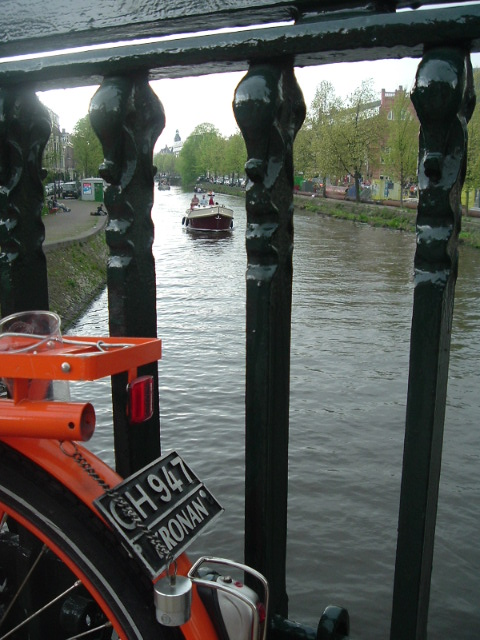
Detalle de una Kronan en Ámsterdam.

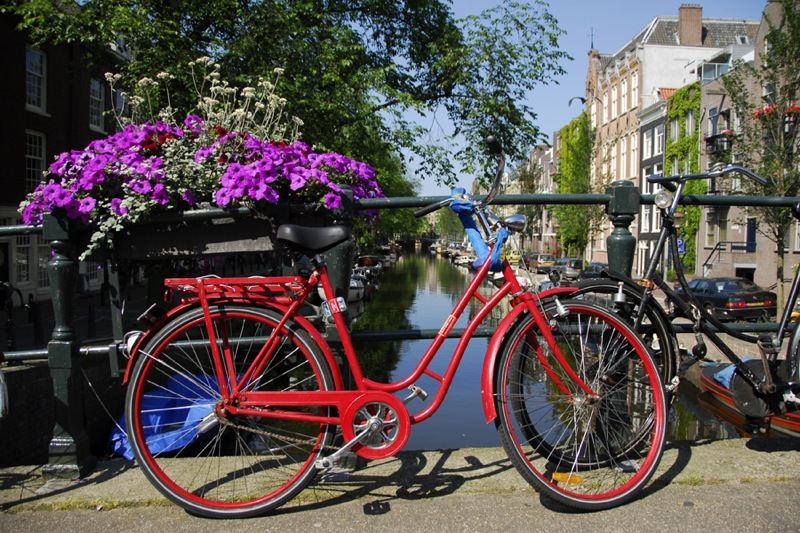
Kronan damas en rojo.

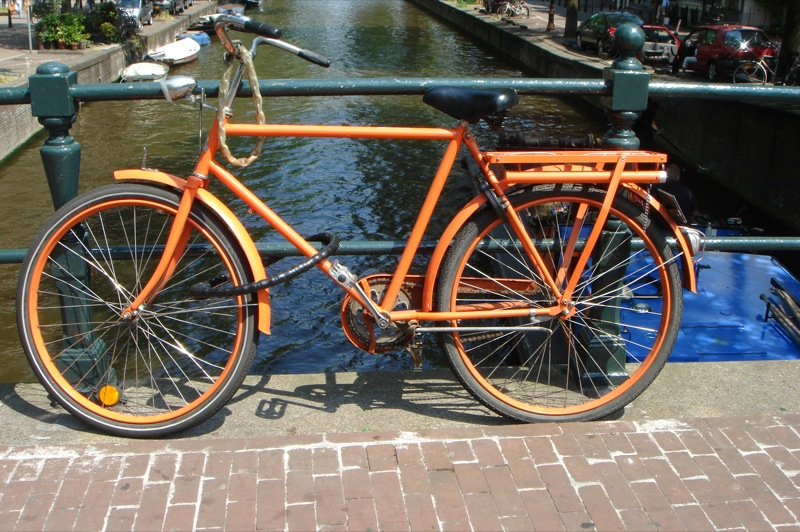
Kronan caballeros naranja.

Kronan es una bici clásica con aires clásicos, pero fabricada con componentes modernos y con un diseño actualizado. Una interpretación del diseño tradicional del ejército sueco, el cual conserva su encanto histórico y construcción. La bicicleta moderna Kronan ha vuelto con un nuevo propósito para la vida cotidiana urbana del viajar a diario. No tiene horquillas de suspensión o componentes de alta tecnología porque las Kronan se construyen para la ciudad y no para los senderos de la montaña.
La compañía vende al por menor o directamente a través de una empresa como una especie de ciclo económico. Su publicidad se basa en los anuncios gratuitos de artículos en la prensa y los medios de comunicación y a través de la página web en Internet. Desde 1999 está a la venta en los Países Bajos y también en Inglaterra.

## La bicicleta
Hasta aproximadamente el año 2000, las bicicletas Kronan venían solo con un freno contrapedal (rueda trasera), en un número limitado de colores. Ediciones más recientes de la Kronan clásica (Klassik) están disponibles con 3 velocidades con freno contrapedal. También se ofrecen otros modelos, una bicicleta para niños (Kiddo), una bicicleta de aluminio con cinco cambios para señoras (Kronan Kranny), esta misma está mercadeado fuera de los países nórdicos como la Kronan unisex (Kronanalu) y una bicicleta de reparto (Kronan transportrad), de un diseño «Filibus» (adaptado por muchos fabricantes) del diseñador Michael Kemper.
Especificaciones de la Kronan Klassik:
- Cuadro: Acero de cromo-molibdeno soldado / 56 cm
- Cambios: Una velocidad Shimano o cambio interno de 3 velocidades SRAM Spectro T3 con freno contrapedal y cambiadores de puño SRAM «Grip Shift»
- Frenos: Delantero SRAM VT3000 de tambor
- Manubrio y potencia: Humpert
- Ruedas: Miche, aluminio terminado con pintura electrostática (powder coating) del color del cuadro o en contraste. Radios de rueda en acero inoxidable
- Neumáticos: Rubena V 69

Caballeros: 54-584 (26 × 1½ × 2) 650B
Damas: 47-622 (28 × 1⅝ × 1¾) 700C
- Placa: numerada y única, (excluisivo de Kronan)
- Inflador: Inflador y compartimiento para el Inflador debajo del portaequipajes trasero para guardar la bomba, (detalle único del diseño de Kronan)
- Dinamo: Basta 8102 con luz delantera de halógeno y luz trasera LED de batería
- Detalles: Portaequipajes trasero, guardabarros, cubrecadenas y timbre de acero inoxidable con el logo de Kronan
- Colores:

Caballeros: azul, negro, marrón, verde y rojo.
Damas: crema, rojo y negro, ocasionalmente rosa.
- Peso: 21,5 kg (47.4 lbs)

Accesorios Kronan:
- Candado
- Portaequipajes delantero
- Cesta delantera
- Sillínes y bolsas Brooks
- Silla de niños holandesa GMG
- Alforjas y bolsas Carradice RackPack